# Митна
Митна (слч. Mýtna) насељено је мјесто са административним статусом сеоске општине (слч. obec) у округу Лучењец, у Банскобистричком крају, Словачка Република.

## Становништво
| Година:    | 1994. | 2004.   | 2014.   | 2024.   |
| ---------- | ----- | ------- | ------- | ------- |
| Број људи: | 1240  | 1184    | 1188    | 1106    |
| Разлика:   |       | -4,51 % | +0,33 % | -6,90 % |

| Година:    | 2023. | 2024.   |
| ---------- | ----- | ------- |
| Број људи: | 1122  | 1106    |
| Разлика:   |       | -1,42 % |

Према подацима о броју становника из 2011. године насеље је имало 1.185 становника.